# Marsz wyzwolicieli
Marsz Wyzwolicieli – polski film dokumentalny z 2009 roku w  reżyserii Grzegorza Brauna.

## Opis fabuły
Film przedstawia codzienne życie obywateli Związku Radzieckiego w latach 30. XX wieku. W filmie ukazane są przygotowania ZSRR do wojny z III Rzeszą, a także agresja na Polskę. Wykorzystane są fragmenty z dawnych kronik radzieckich, filmy propagandowe i plakaty. Film uzupełnia rozmowa z Wiktorem Suworowem.

## DVD
Film Marsz wyzwolicieli został wydany na płycie DVD w 2009 roku jako dodatek do gazety „Rzeczpospolita” oraz Biuletynu Instytutu Pamięci Narodowej nr 12/2009.

## Obsada
- Wiktor Suworow – on sam